# Severin (konstnär)
Severin (Söffrin, Sören) var en svensk målare och konterfejare under 1650-talet.
Severin var verksam i Göteborg i mitten av 1600-talet och för Göteborgs rådhus utförde han två porträtt av Karl X Gustav och dennes gemål. Man antar att Severin är identisk med den norske målaren Severin Kjærulf som 1654 målade och sirade urtavlorna på det nyuppsatta tornuret i Göteborgs tyska kyrka och med Sören conterfeijer som nämns 1656 i Kristine kyrkas födelsebok efter att hans hustru nedkommit med en dotter.  